# La llegenda de Santa Claus
La llegenda de Santa Claus és una pel·lícula finlandesa de 2007 que narra el vertader origen d'un dels mites més entranyables i populars del món: Santa Claus. Dirigida per Juha Wuolijoki, la història desprèn essència nadalenca en el seu estat més pur.

## Argument
Fa molts anys, a les llunyanes terres de Lapònia, un nen anomenat Nicolau va perdre la seva família en un accident. Aconsellats pel savi del poble, els sis caps de família de la vil·la es van reunir per decidir el seu futur. La freda i dura vida del cercle polar no permetia a una sola família encarregar-se d'ell de forma permanent, però entre tots podien ajudar a criar-lo. D'aquesta manera, s'acordà que cada any Nicolau viuria en una casa diferent. Agraït pel seu esforç, Nicolau començà a crear joguines de fusta que, cada Nadal, amb el canvi de casa, donava als nens de la família com a regal de comiat. Un gest que, a poc a poc, esdevingué una tradició en el poble, ja que Nicolau no oblidava mai els fills d'aquelles famílies que l'havien acollit en anys anteriors.
Amb el pas del temps i l'entrada en la maduresa dels més petits, Nicolau començà a ser part d'una llegenda local. Després de diversos anys, aquell orfe que havia estat acollit pel poble havia perfeccionat els seus coneixements de fusteria i havia anat mantenint una llista d'infants als quals deixar el seu regal cada nit de Nadal. El mateix clima àrtic del pol seria el que el duria a adquirir un trineu tirat per rens i un abric vermell. Així, aprofitant la innocència dels menuts i l'aura de màgia que envoltava la seva figura, Nicolau va anar formant part de la vida de les famílies del poble i, principalment, dels seus nens amb un altre nom: Santa Claus.
La pel·lícula explica doncs, com un nen normal es va convertir en un dels personatges més coneguts de les festes de Nadal.

## Repartiment
| Actor                | Personatge        | Doblatge al català |
| -------------------- | ----------------- | ------------------ |
| Hannu-Pekka Björkman | Nicolau           | Carles Di Blasi    |
| Otto Gustavsson      | Nicolau (13 anys) | Elisabet Bargalló  |
| Kari Väänänen        | Isaac             | Jordi Vila         |
| Minna Haapkylä       | Kristiina         | Roser Albadó       |
| Mikko Leppilampi     | Tomàs             | Marc Zanni         |
| Mikko Kouki          | Emili             | Xavier Cassan      |
| Oskari Heimonen      | Emili (11 anys)   | Anna Orra          |
| Laura Birn           | Aada              | Núria Trifol       |
| Antti Tuisku         | Mikko             |                    |
| Matti Ristinen       | Einari            | Joaquim Sota       |
| Ville Virtanen       | Henrik            | Amadeu Aguado      |
| Matti Rasilainen     | Hermanni          |                    |
| Saara Pakkasvirta    | Meeri             | Glòria Gonzàlez    |
| Eeva Soivio          | Aleksandra        | Mayte Supervia     |
| Mauri Heikkilä       | Gideon            | Fèlix Benito       |

## Reacció
La llegenda de Santa Claus es va estrenar el Nadal del 2007 a Finlàndia on es va convertir en la pel·lícula més taquillera de la història del país. Malgrat que en els països nòrdics la tradició del Pare Noel és patrimoni nacional i a Espanya els nens solen tenir preferència pels tres reis mags, el seu èxit va aconseguir travessar les nostres fronteres un any més tard. En concret, el novembre del 2008 els joves que van participar en el Festival Internacional de Cinema per a la Infantesa i la Joventut van coincidir en atorgar-li el Premi a la Millor Pel·lícula del certamen, juntament amb un important nombre de premis que la cinta ja havia recollit en altres països. Així mateix, els crítics dels diaris nacionals també van tenir bones paraules per a la seva proposta. Francisco Marinero, del diari El Mundo, en va destacar els seus personatges dickensians i el seu intent de fer un relat breu i realista. En definitiva, un simpàtic conte de Nadal dels quals feia anys que no es veien.

## Premis i nominacions
| Any  | Premi                | Categoria         | Persona                    | Resultat   |
| ---- | -------------------- | ----------------- | -------------------------- | ---------- |
| 2008 | Premis Jussi         | Millor pel·lícula | La llegenda de Santa Claus | Guanyadora |
| 2008 | Premis Jussi         | Millor Fotografia | Mika Orasmaa               | Guanyadora |
| 2008 | Festival de Sarasota | Millor pel·lícula | La llegenda de Santa Claus | Guanyadora |